# Dasha
Dasha, née 21 novembre 1976 à Brno, est une actrice de films pornographiques tchèque.

## Biographie
Dasha étudia le ballet dans son pays natal avant de rejoindre les États-Unis en 1998. Elle trouva un travail chez Kmart, mais faiblement rémunérée, Dasha se lança dans le striptease. Après s'être produite dans plusieurs clubs de striptease, elle débuta dans l'industrie du X en signant un contrat avec le studio Vivid.
Elle se maria avec l'acteur Dillon Day en 2000. Ils se retirèrent tous deux du milieu pornographique en 2003 et se sont installés en Europe.
Avec Kira Kener et Tera Patrick, Dasha fit la couverture du magazine Playboy en mars 2002.
En 2000, Dasha est apparue dans des clips pour Madonna (Music) et Deftones (Change). Elle apparaît aussi sur la jaquette du CD Murked Out du groupe Brougham.
Elle est notamment reconnue pour sa capacité d'éjaculation féminine.

## Nominations
- 2001 : AVN Award — Shakespeare Revealed.
- 2003 : AVN Award — Claudia Adkins, Alana Evans, Renee LaRue, Raylene, Venus — Paying the Piper
- 2003 : AVN Award — Take 5
- 2003 : AVN Award — The Vision
- 2004 : AVN Award — Heaven's Revenge
- 2005 : AVN Award — The 8th Sin
- 2005 : AVN Award — The 8th Sin
- 2006 : AVN Award — Suck Fuck Swallow, Third Degree Films
- 2006 : AVN Award — Suck Fuck Swallow
- 2007 : AVN Award — Emperor, with Janine
- 2007 : AVN Award — Emperor